# Bertelstenarna
Bertelstenarna är klippor i Finland.   De ligger i kommunen Pargas i landskapet Egentliga Finland, i den sydvästra delen av landet, 210 km väster om huvudstaden Helsingfors.
Terrängen runt Bertelstenarna är mycket platt.  Närmaste större samhälle är Gustavs, 13,6 km nordost om Bertelstenarna. 